# Frédéric Perrier
Frédéric Perrier (* 7. Februar 1977 in Mâcon, Frankreich) ist ein ehemaliger französischer Ruderer.

## Karriere
Im Alter von 13 Jahren begann Perrier 1990 mit dem Rudersport. Erste internationale Erfahrung sammelte er beim Nations Cup, den damals inoffiziellen Weltmeisterschaften der U23-Jährigen, in den Jahren 1996 und 1997. Er wurde jeweils für den französischen Nachwuchs-Doppelvierer nominiert, konnte mit diesem aber zweimal nicht ins Finale einziehen. Erst bei seiner letzten Teilnahme am Nations Cup im Jahr 1999 konnte er mit Adrien Hardy im Doppelzweier einen Goldmedaillengewinn bei den Jahrgangsweltmeisterschaften feiern.
Ab 1997 wurde Perrier parallel auch immer wieder beim Ruder-Weltcup eingesetzt, um an die offene Altersklasse herangeführt zu werden. Bis zu seiner ersten und einzigen Teilnahme an den Weltmeisterschaften musste er aber bis 2003 warten, als er sich für das französische Skull-Großboot qualifizieren konnte. Bei den Welt-Titelkämpfen in Mailand belegte die Mannschaft mit Frédéric Doucet, Xavier Philippe, Jonathan Coeffic und Schlagmann Frédéric Perrier Platz 8 und erreichte die Qualifikation für die Olympischen Sommerspiele 2004 in Athen. Zu dieser Regatta wurde die Mannschaft zwar noch auf einer Position umgebildet – für Doucet rückte Cédric Berrest ins Team – aber die Mannschaft schied doch als einzige im Hoffnungslauf aus und belegte den 13. und letzten Gesamtplatz bei den Olympischen Spielen.
In der Saison 2006 versuchte Perrier nach einem Jahr Pause ein Comeback. Er wurde dreimal beim Weltcup gemeldet, konnte sich gegen nachrückende jüngere Ruderer aber nicht mehr im Einer behaupten. Bei den Weltmeisterschaften im britischen Eton erhielt der junge Pierre-Jean Peltier den Vorzug im Einer, woraufhin Perrier seine Karriere im internationalen Rudersport beendete.
Perrier startete für die Vereine Société des Régates Mâconnaises und VC Côte Picardie. Bei einer Körperhöhe von 1,91 m betrug sein Wettkampfgewicht rund 82 kg.